# Samostan Drepung
Samostan Drepung (tibetansko འབྲས་སྤུངས་དགོན་པ, Wylie: bras spungs dgon pa, THL: drépung gönpa, »samostan riževega kupa«), stoji ob vznožju gore Gephel, je eden od 'velikih treh' tibetanskih univerzitetnih gomp (samostanov) Gelug. Druga dva sta samostan Ganden in samostan Sera.
Drepung je največji od vseh tibetanskih samostanov in stoji na gori Gambo Utse, pet kilometrov od zahodnega predmestja Lase.
Freddie Spencer Chapman je po svojem potovanju v Tibet v letih 1936–37 poročal, da je bil Drepung takrat največji samostan na svetu in je imel 7700 menihov, »včasih pa celo 10.000 menihov«.
Od 1950-ih je samostan Drepung skupaj s svojima vrstnikoma Ganden in Sera v očeh Tibetancev izgubil velik del svoje neodvisnosti in duhovne verodostojnosti, saj deluje pod budnim nadzorom kitajskih varnostnih služb. Vsi trije so bili ponovno ustanovljeni v izgnanstvu v 1950-ih v zvezni državi Karnataka v jugozahodni Indiji. Drepung in Ganden sta v Mundgodu, Sera pa v Bilakupeju.

## Zgodovina
Samostan Drepung je leta 1416 ustanovil Džamjang Čoge Taši Palden (1397–1449), eden glavnih Tsongkhapovih učencev in je dobil ime po svetem bivališču Šridhanjakataka v južni Indiji. Drepung je bil glavni sedež šole Gelugpa in je ohranil prvo mesto med štirimi velikimi samostani Gelugpa. Ganden Phodrang (dga´ ldan pho brang) v Drepungu je bila rezidenca dalajlam, dokler veliki 5. dalajlama ni zgradil palače Potale. Drepung je bil znan po visokih standardih svojega akademskega študija in so ga imenovali tibetanska Nalanda, sklicevanje na veliko budistično meniško univerzo v Indiji.
Stari zapisi kažejo, da sta bila v Drepungu dva centra moči: tako imenovani spodnji dom (Zimkhang 'og ma), povezan z bodočimi dalajlamami, in zgornji dom (Zimkhang gong ma), povezan z potomci Sonama Drakpe, slavnega učitelja, ki je umrl leta 1554. Posestvo dalajlam v samostanu Drepung, imenovano Ganden Phodrang, je leta 1518 zgradil Gendun Gyatso Palzangpo (1476–1541), retrospektivno imenovan in štet kot 2. dalajlama. Ime tibetanske vlade, ki jo je ustanovil 5. dalajlama, izvira iz imena tega posestva.
Penčen Sönam Drakpa (1478-1554 n. št.) je leta 1535 nasledil Gendüna Gyatsoja (1476-1541) na prestolu Drepunga, oba sta bila glavni osebnosti v zgodovini tradicije Geluk. Ko je bil Sönam Drakpa imenovan na prestol Drepunga (Drepung Tri), je bil že slavni mojster Geluka. Zasedel je že gandenski prestol (Ganden Tri) in je veljal za najbolj plodnega in pomembnega geluškega misleca svojega časa. Njegov naslednik je bil nihče drug kot Sönam Gyatso (1543-1588 n. št.), lama, ki je prejel uradni naziv 3. dalajlama (Talé Lama Kutreng Sumpa).
Pred svojo smrtjo leta 1554 je Sönam Drakpa ustanovil lastno posest, Zgornjo dvorano (Zimkhang Gongma), ki je dobila ime zaradi svoje lege na vrhu Drepunga, tik pod dvoriščem za debate Ngakpa Ngagpa Dratshang.
Tibetanski budistični center virov Penchen Sönam Drakpa pripisuje naslednje različice imena: bsod nams grags pa [prvo ime], paN chen bsod nams grags pa [naslov], khri 15 bsod nams grags pa [prvi naslov], rtses thang paN chen bsod nams grags pa [naslov], gzims khang gong ma 01 bsod nams grags pa [naslov], ta zadnji se nanaša na sedež zgornjega doma, ustanovljenega leta 1554. Po TBRC so bili njegovi nasledniki, ki se nanašajo na posestvo Zimkhang Gongma Sonam Yeshe Wangpo (1556–1692), Sonam Gelek Palzang (1594–1615) Sonam Gelek Palzang (1594–1615)[12] in Tulku Dragpa Gyaltsen (1619–1656)[13] – tesno povezani s slavno zgodbo o Dorjeju Šugdenu. (Nekateri pravijo, da je bil Drakpa Gyeltsen druga reinkarnacija Sönama Drakpe, vendar se običajno šteje za 4. inkarnacijo Pančena Sonama Dragpe). Zdi se, da je splošno sprejeto, da je bil Dragpa Gyaltsen četrti nosilec linije inkarnacije gzimov khang gong ma. Glede na TTibetanski budistični center virov gzims khang gong ma 04 grags pa rgyal mtshan je bil njegov 'primarni naslov'. Ker je bilo iskanje njegove reinkarnacije prepovedano, je bil zadnji.
Chapman je poročal, da je bil Drepung v poznih 1930-ih razdeljen na štiri fakultete, od katerih so bili na vsaki menihi iz drugega kraja: »enemu je bil naklonjen Khampas, drugemu Mongolci in tako naprej«. Vsakemu kolegiju je predsedoval opat, ki ga je imenoval pozni 13. dalajlama.
Drepung je zdaj razdeljen na tako imenovanih sedem velikih kolegijev: Gomang (sGo-mang), Loseling (Blo-gsal gling), Dejang (bDe-dbyangs), Šagkor (Shag-skor), Gjelva (rGyal-ba) oz. Tosamling (Thos-bsam gling), Dulva ('Dul-ba) in Ngagpa (sNgags-pa). Nekoliko uporabna analogija je lahko razmišljati o Drepungu kot o univerzi po vzoru Oxforda ali Sorbone v srednjem veku, kjer imajo različne fakultete različne poudarke, poučevalne linije ali tradicionalne geografske pripadnosti.
Glede na lokalne vire je danes populacija v samostanu v Lasi okoli 300 menihov zaradi omejitve števila prebivalcev, ki jo izvaja kitajska vlada. Vendar pa je institucija nadaljevala svojo tradicijo v izgnanstvu s kampusi v južni Indiji na zemljišču v Karnataki, ki ga je tibetanski skupnosti v izgnanstvu podelil premier Džavaharlal Nehru. Samostan v Indiji danes gosti več kot 5000 celibatskih menihov, od tega okoli 3000 v Drepung Loselingu in približno 2000 v Drepung Gomangu. Vsako leto sprejmejo na stotine novih menihov, mnogi od njih so begunci iz Tibeta.
Palačo Ganden-Phodrang, ki je v samostanu Drepung, je zgradil 2. dalajlama leta 1518 in jo razglasil za svojo glavno rezidenco/vladno palačo, dokler 5. dalajlama ni slavnostno odprl palače Potala.

## Nedavni dogodki
Skoraj polovica starejših samostanskih stavb je bila uničena, potem ko so Kitajci prispeli v Laso leta 1951. Glavne stavbe, vključno s štirimi kolegiji, Tsokčenom in rezidenco dalajlame, so bile ohranjene.
Prve poročane demonstracije med obletnico tibetanske vstaje leta 2008 so bile 10. marca 2008, ko je skupina 300-400 menihov iz samostana Drepung prikorakala v središče Lase in zahtevala versko svobodo in izpustitev menihov Drepunga, aretiranih leto prej. Kitajska policija jim je blokirala pot in začeli so se sedeči protesti. Po poročilih naj bi nekaj menihov vrgli na tla in jih brcali ter aretirali do 60 menihov.
Samostan Drepung je bil štiri dni kasneje oblegan s strani kitajskih sil, 14. marca 2008. Poročila so, da so državne sile blokirale vodo, elektriko, hrano in zdravstvene ustanove v samostanu Drepung in v drugih samostanih, ki so sodelovali v demonstracijah, vključno s samostanoma Ganden in Sera. Posledično so menihi stradali.
Po tuji novinarski turneji kitajskih oblasti 7. aprila 2008 je 80 menihov izginilo iz Drepunga, dva iz Labranga pa sta izginila, ker sta govorila z novinarji.
International Herald Tribune je poročal, da je bil samostan Drepung ponovno odprt leta 2013, potem ko je bil pet let zaprt.

## Gallery
- Mladi menihi debatirajo v Drepungu
- Menihi v veliki zbornici, 2006
- Menihi pojejo, 2013
- Thangka naslikana na stenah Drepunga
- Samostanska kuhinja, 2013
- Ganden Phodrang, dalajlamina rezidenca
- Uničene stavbe v Drepungu, 1993